# Simulium notatum
Simulium notatum es una especie de insecto del género Simulium, familia Simuliidae, orden Diptera.
Fue descrita científicamente por Adams, 1904.